# رشيشة
الرُّشَيْشَة أو الرُّشَيْشَ هو سلاح ناري يجمع ما بين الإطلاق الآلي للرشاش وخرطوشة المسدس، وهو عادة ما بين الاثنين في الوزن والحجم.
يتميز المسدس الرشاش بأنه سلاح مثالي للقتال في المسافات القريبة أو داخل أحياء المدن حيث لا يكون لمدى السلاح أو دقة الإصابة أهمية كبيرة بمقدار أهمية إصابة الهدف بالعديد من الطلقات. كما أن طلقات المسدس مثالية في العديد من حالات تواجد المدنيين (مثلاً عندما تقوم الشرطة بمطاردة مجرمين داخل المدينة وتريد إصابة الهاربين فقط وليس كل المتواجدين في المكان).
فيما يعاب على المسدسات الرشاشة بأنها غير فعالة بصورة كبيرة ضد الدروع الجسدية مما يقلص من استخدامها في الجيش لآن معظم الجنود يلبسون الدروع. كما أن المسدسات الرشاشة مداها قصير ودقتها أقل بالمقارنة مع الرشاشات القوية الأخرى مما يقلص استخدامها في الأماكن المفتوحة.